# Fang Ridge
Fang Ridge (englisch für Reißzahngrat) ist ein markanter Gebirgskamm auf der antarktischen Ross-Insel. Er ragt am Nordosthang des Mount Erebus auf. Es handelt sich dabei um den nach einer massiven Eruption enblösten Teil des ursprünglichen Kraterrands von Mount Erebus.
Die deskriptive Benennung geht auf das Jahr 1912 und den australischen Geologen Frank Debenham zurück, Teilnehmer der Terra-Nova-Expedition (1910–1913) unter der Leitung des britischen Polarforschers Robert Falcon Scott.